# 한주현 (배우)
한주현(2016년 6월 1일~)은 대한민국의 배우이자 모델이다. 2017년 4월 12일에, CF 광고 작품인 《하기스》의 표지 광고를 통하여 키즈 모델로 처음 데뷔했다.
신장은 133cm이며, 체중은 28kg이고, 2017년 4월 12일(水, 생후 10개월 당시)에, CF 광고 작품인 《하기스》의 표지 광고의 모델을 통하여, 키즈 모델로 처음 데뷔를 하였으며, 이로부터 어언 5년 후 2022년 5월 2일(月)에 EBS 교방공 TV 프로그램 《딩동댕 유치원》에 첫 출연하였고, 그로부터 어언 한달이 지난 2022년 6월 3일(金)에는 SBS 서울방송 TV 시리즈 《"왜 오수재인가"》에서 단역(최제이 역)을 통하여 아역 TV 드라마 배우로 데뷔를 하였다. 그 이후 같은해인 2022년 TVING TV 시리즈 《술꾼도시여자들 시즌 2》와, 이듬해 2023년 ENA TV 시리즈 《남이 될 수 있을까?》에서도 각각의 각기각기로써 씬스틸 단역 및 명품 조연 등으로써 주목을 집중케 하기도 했다.

## 출연 작품

### 연기 활동

#### TV 시리즈
- 2022년 SBS 《왜 오수재인가》 ... 최제이 역
- 2022년 TVING 《술꾼도시여자들 시즌 2》 ... 어린 한지연[2] 역(제2회)
- 2023년 ENA 《남이 될 수 있을까?》 ... 정다울 역

- 2023년 TVING 《이재, 곧 죽습니다》 ... 희수 역
- 2024년 watcha 《사주왕》 ... 어린 소여 역
- 2024년 Disney+ 《화인가 스캔들》 ... 어린완수 역

- 2024년 jtbc 《가족X멜로》 ... 어린미래 역
- 2024년 ENA 《나의 해리에게》 어린혜리 역
- 2025년 TVING 《춘화연애담》 ... 어린화리 역

### 이외 단발적 연기 활동

#### CF 광고
- 2017년 《하기스》
- 2024년 《이상한 완구 후르츠 통조림 타워》

#### TV 방송 프로그램
- 2022년 EBS 1TV 《딩동댕 유치원》 - 주간 출연자[3]